# Charles Hard Townes
Charles Hard Townes (Greenville, 28 luglio 1915 – Oakland, 27 gennaio 2015) è stato un fisico statunitense.

## Biografia
Era di etnia tedesca e aveva molte origini etniche scozzesi, inglesi, gallesi, ugonotti francesi e scozzesi irlandesi, nacque a Greenville, nella Carolina del Sud, da Henry Keith Townes (1876-1958), avvocato, ed Ellen Hard (1881-1980).
Dal 1933 al 1947 fu membro dello staff dei Bell Labs, lavorando, nel corso della seconda guerra mondiale, allo sviluppo degli apparati radar. Dal 1948 divenne insegnante presso la Columbia University, dove si interessò alla fisica delle microonde arrivando a concepire e costruire il primo maser nel 1954.
Nel 1964 ricevette il Premio Nobel per la fisica, assieme a Nikolaj Gennadievič Basov e Aleksandr Michailovic Prochorov, per «il fondamentale lavoro nel campo dell'elettronica quantistica, che ha portato alla costruzione di oscillatori e amplificatori basati sul principio del maser-laser».
Oltre al Premio Nobel, Townes ha ricevuto il Premio Templeton, per i contributi alla comprensione della religione,  un certo numero di altri premi e 27 titoli onorari di varie università..
È morto nel 2015, all'età di 99 anni.